# TVR Wedges
Der Begriff TVR Wedges steht für eine Familie von offenen und geschlossenen Sportwagen, die der britische Automobilhersteller TVR von 1979 bis 1991 in einem Dutzend Varianten produzierte. Die Bezeichnung leitet sich von der Keilform (englisch: Wedge) der Karosserien ab. Die Wedges lösten die TVR-M-Serie ab. Die Volumenmodelle waren der Tasmin 280i bzw. der TVR 280i mit Sechs- und der stärkere 350i mit Achtzylindermotor, die zusammengenommen in etwa 2000 Exemplaren gefertigt wurden. Daneben entstand eine insgesamt dreistellige Anzahl verschiedener Sonderversionen mit abweichenden, teilweise hochgezüchteten Motoren, die in Liebhaberkreisen als Big Bad Wedges bekannt sind.

## Überblick

TVR-Logo

### TVR als Kleinserienhersteller
Von 1959 bis 1965 entstanden im britischen Blackpool zwischen 700 und 800 Coupés der Baureihe Grantura, die unter der Marke TVR verkauft wurden. Die nur 3,4 m langen Sportwagen hatten Gitterrahmen aus Stahlrohren und Karosserien aus glasfaserverstärktem Kunststoff. Angetrieben wurden sie von Vierzylindermotoren von BMC, Coventry Climax oder Ford of Britain mit einer Leistung von bis zu 98 bhp (73 kW). Hinzu kamen die äußerlich gleichen Modelle Griffith 200 und 400 mit US-amerikanischen Achtzylindermotoren. Nachdem TVR im November 1965 von Martin Lilley übernommen worden war, löste der auf Ford-Komponenten beruhende Vixen den Grantura mit BMC-Technik ab. Der Wechsel des Techniklieferanten erfolgte vor allem aus Kostengründen. Auf den Vixen folgte ab 1972 mit fließenden Übergängen die M-Serie mit den Coupés 1600M, 2500M, 3000M und 5000M. Später kamen das Cabriolet 3000S sowie das Coupé Taimar mit großer Heckklappe hinzu, sodass TVR am Ende des Jahrzehnts ein breit aufgestelltes Modellprogramm hatte.
Ungeachtet ihres Erfolges war die M-Serie Ende der 1970er-Jahre überholt. Die zunehmend strengeren Sicherheitsbestimmungen hätten eine kostenintensive Überarbeitung notwendig gemacht, die nicht zuletzt deshalb unwirtschaftlich erschien, weil die Zukunft der Modellfamilie auch aus logistischen Gründen begrenzt war. Die M-Serie nutzte Fahrwerks- und sonstige Komponenten des Triumph TR6 sowie Anbauteile des Ford Consul. Weil deren Produktion bereits 1975 bzw. 1976 ausgelaufen war, hatte TVR zunehmend Schwierigkeiten, die notwendigen Komponenten einzukaufen. Martin Lilley sah sich daher zur Entwicklung eines vollständig neuen Autos gezwungen.

### Nachfolger der M-Serie
1977 begann TVR mit den Arbeiten am Nachfolger der M-Serie. Maßgeblich beteiligt waren mehrere Ingenieure, die TVR von Lotus Cars abgeworben hatte. Mit der neuen Baureihe wollte Martin Lilley TVR in einer höheren Marktnische positionieren. Potentielle Konkurrenten waren Lotus und Porsche. Die Kosten der Entwicklung des neuen Modells und der Produktionsvorbereitung summierten sich bis 1980 auf 550.000 £. Sie überforderten die Leistungsfähigkeit der Inhaber und führten letztlich dazu, dass das Unternehmen 1982 an Peter Wheeler verkauft wurde.

### Breit gefächerteWedge-Familie
Die erste Version der Wedge-Reihe debütierte auf dem Brüsseler Autosalon im Januar 1980. Bereits Ende 1979 hatte die Serienfertigung begonnen; in diesem Jahr entstanden die ersten sechs Tasmin Coupés. Anfänglich war der Wedge nur als Tasmin 280i mit einem 2,8 Liter großen Ford-Motor erhältlich. Er nahm die Rolle des Volumenmodells ein, die zuvor der 3000M gehabt hatte, war aber mehr als 40 Prozent teurer als sein direkter Vorgänger. Auf der Suche nach leistungsstärkeren Varianten begann TVR noch unter Martin Lilley, eine Turboversion des Tasmin 280i zu entwickeln. TVRs neuer Inhaber Peter Wheeler gab den Tasmin Turbo, von dem zwei Prototypen entstanden waren, allerdings frühzeitig auf. Stattdessen entstand als neues Spitzenmodell der 350i mit einem Achtzylindermotor von Rover. In der Literatur finden sich Hinweise darauf, dass Wheelers Entscheidung für Rover-Motoren zumindest auch auf politische Aspekte zurückzuführen war: Während Autos mit Ford-Komponenten im arabischen Raum wegen der Geschäftsbeziehungen Fords zu Israel nur schlecht verkauft werden konnten, habe der insoweit unbelastete britische Rover-Motor dem Unternehmen die Expansion auf arabische Märkte ermöglicht. Ab 1985 entwickelte TVR den Rover-Achtzylinder schrittweise weiter, sodass dem 350i eine Reihe nochmals stärkerer Versionen zur Seite gestellt wurden, die einen Hubraum von bis zu 4,5 Litern hatten. Die Verbreitung dieser in Liebhaberkreisen als Big Bad Wedges (große böse Wedges) bezeichneten Autos blieb allerdings deutlich hinter den herkömmlichen 280i- und 350i-Modellen zurück.
1991 endete die Produktion, nachdem in 12 Jahren zusammengenommen mehr als 2600 Fahrzeuge aller Wedge-Varianten gebaut worden waren. Abgesehen von dem mittlerweile als veraltet empfundenen Design des Wedge war die Produktionseinstellung auch auf gesetzliche Änderungen zurückzuführen. Alle ab 1993 neu zugelassenen Fahrzeuge mussten mit einem Abgaskatalysator ausgestattet werden. Das in den 1970er-Jahren entworfene Chassis des Wedge bot nicht genügend Platz für einen Katalysator der Größe, die für eine wirksame Abgasentgiftung der leistungsstarken Motoren nötig war. Ab 1992 ersetzte der neu konstruierte Griffith die Wegde-Modelle.

## Nomenklatur
Im englischen Sprachraum ist es üblich, die Fahrzeuge dieser Modellfamilie unter dem Begriff TVR Wegdes zusammenzufassen. Werksseitig wurde der Begriff allerdings nicht verwendet.
In der Entwicklungsphase hieß das Projekt MAL100 (für Martin Lilley 100). Zu Beginn des Modellzyklus trugen die Autos die Modellbezeichnung Tasmin, die je nach Quelle auf den Vornamen einer Freundin Martin Lilleys, auf die australisch-neuseeländische Tasman-Rennsportserie bzw. auf eine Kombination daraus oder auf einen zufällig in einem Lexikon gefundenen Begriff zurückzuführen ist. An den Begriff Tasmin waren zur weiteren Differenzierung die Zahlen 200, 280 bzw. 350 angehängt, die auf den jeweiligen Hubraum (2,0, 2,8 oder 3,5 Liter) Bezug nahmen. Ab Sommer 1984 entfiel der Name Tasmin; seitdem verwendete TVR nur noch dreistellige Zahlencodes zur Unterscheidung der einzelnen Fahrzeuge (200, 280i, 350i, 350SE, 390SE, 400SE, 420SE, 450SE, 420SEAC und 450 SEAC).

## Beschreibung der Modellreihe
Die TVR Wedges wurden unter der Leitung von Iain Jones konstruiert, den TVR 1977 von Lotus Cars abgeworben hatte. Bei Lotus hatte Jones unter anderem die die keilförmigen Modelle Elite und Éclat entwickelt, die ihrerseits vielfach als Lotus Wedges bezeichnet werden und technisch sowie stilistisch Vorbilder der neuen TVR-Reihe waren. Die Wedge-Familie setzt das Konzept der Vorgängermodelle Grantura, Vixen und M-Serie fort: Sie kombiniert eine leichte Kunststoffkarosserie mit einem Rohrrahmen und zuverlässigen Motoren von Großserienherstellern.

### Rahmen und Fahrwerk
Der Rahmen wurde für die Wegde-Reihe neu konstruiert. Im Vergleich zur M-Serie ist er 10 cm länger und 7,5 cm breiter. Die Rohre haben einen runden Querschnitt und einen Durchmesser von 1,5 Zoll (3,81 cm). Der Rahmen ist in der Wagenmitte angeordnet und hat vorn und hinten Ausleger für die Aufnahme der Radaufhängungen. Seine Form entspricht, von oben betrachtet, einem Y. In der vorderen Spreizung ist der Motor untergebracht. An einzelnen Stellen sind Metallplatten zur Erhöhung der Festigkeit eingearbeitet. Für die Aufnahme des Rover-Achtzylindermotors musste der Rahmen im Bereich des Vorderwagens in mehr als 100 Details geändert werden; dazu gehörte unter anderem eine Verbreiterung der vorderen Spreizung.
Die Fahrwerkskonstruktion ähnelte der der von Jones entwickelten Lotus Wedges. Alle Räder sind einzeln aufgehängt. Die vordere Doppelquerlenkerachse wurde von Ford zugekauft; sie entspricht der im Ford Cortina Mk IV verwendeten Konstruktion. Die Hinterradaufhängung ist eine TVR-Eigenkonstruktion. Sie ähnelt der des zeitgenössischen Jaguar XJ. Die Bremsen stammen vom Ford Granada.

### Antriebstechnik

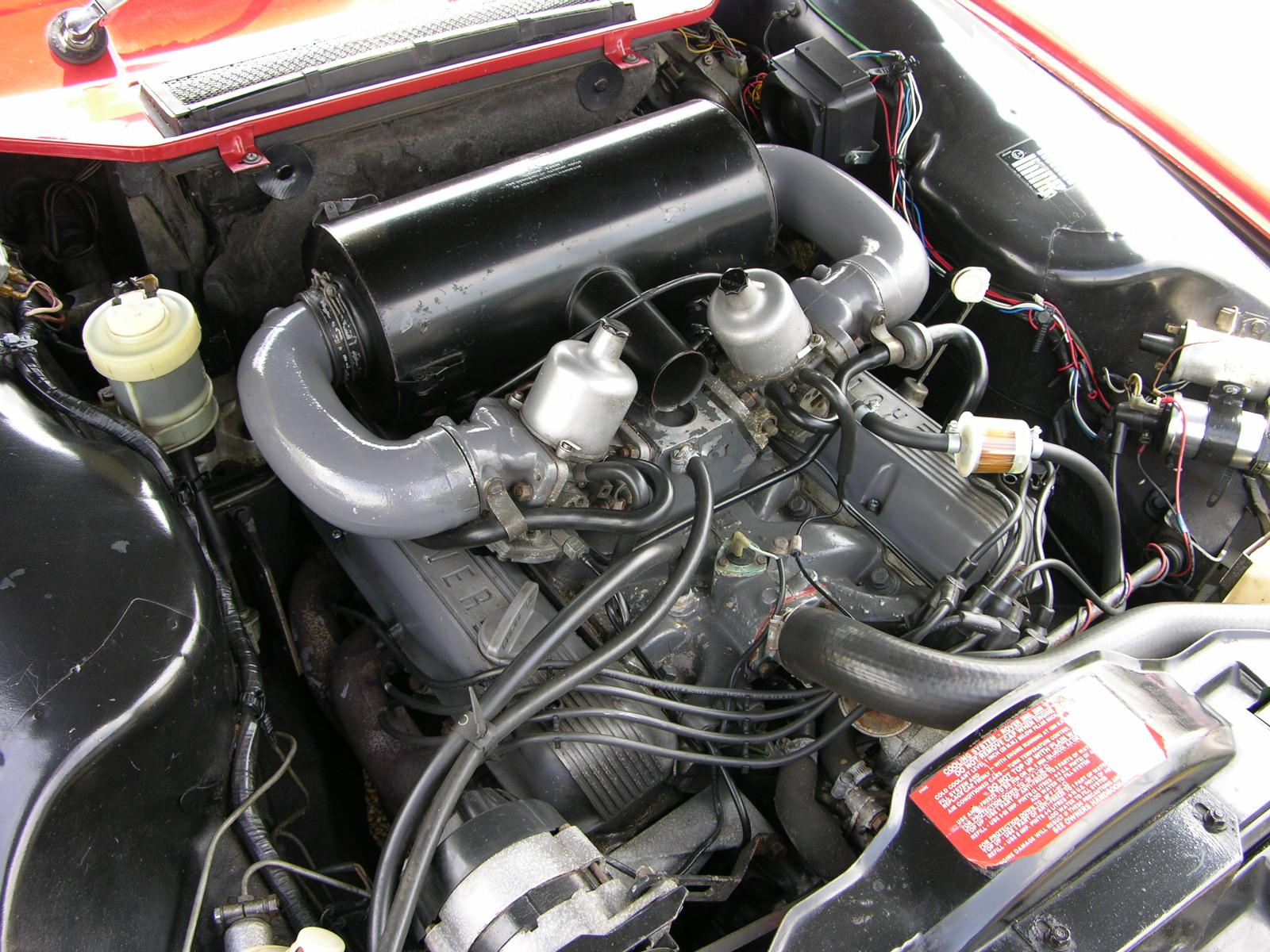
3,5-Liter-V8-Motor von Rover

In den TVR Wedges waren drei verschiedene Motorentypen erhältlich:
- Von 1979 bis 1988 war der 2792 cm³ große Sechszylinder-V-Motor der deutschen Ford-Tochter (Ford Köln) die Standardmotorisierung, die den im Vorgängermodell verwendeten britischen Ford-Essex-Motor mit 3,0 Litern Hubraum ersetzte. Der Motor hat eine elektronisch gesteuerte Benzineinspritzung. Seine Leistung lag zunächst bei 118 kW (160 PS); in der zweiten Serie fiel sie auf 110 kW (150 PS) Der Motor war mit einem Schaltgetriebe von Ford gekoppelt. Er war im TVR Tasmin 280i sowie im TVR 280i in allen drei Karosserieversionen erhältlich.
- Unterhalb des 2,8-Liter-Sechszylindermotors war von 1982 bis 1984 im Tasmin 200 ein Reihenvierzylindermotor der Baureihe Ford Pinto erhältlich, der eine obenliegende Nockenwelle und zwei Vergaser hatte. Mit einem Hubraum von 1993 cm³ leistete er 75 kW (102 PS).[28]
- Als dritte Motorisierung war ab 1984 Rovers Achtzylinder-V-Motor erhältlich, der auf eine US-amerikanische Konstruktion aus den frühen 1960er-Jahren zurückging und in diversen Rover-Modellen Verwendung fand. TVR bot ihn zunächst in unveränderter Form mit einem Hubraum von 3532 cm³ und einer Leistung von 147 kW (200 PS) in den Modellen 350i und 350 SE an, die nach und nach zu den Volumenmodellen des Herstellers wurden. Ab 1985 wurde das Programm durch zahlreiche Weiterentwicklungen dieses Motors ergänzt, die sich vor allem durch schrittweise Hubraumvergrößerungen von 3,9 über 4,0 und 4,2 auf schließlich 4,5 Liter auszeichneten. Damit verbunden waren jeweils deutliche Leistungssteigerungen.

### Karosseriedesign

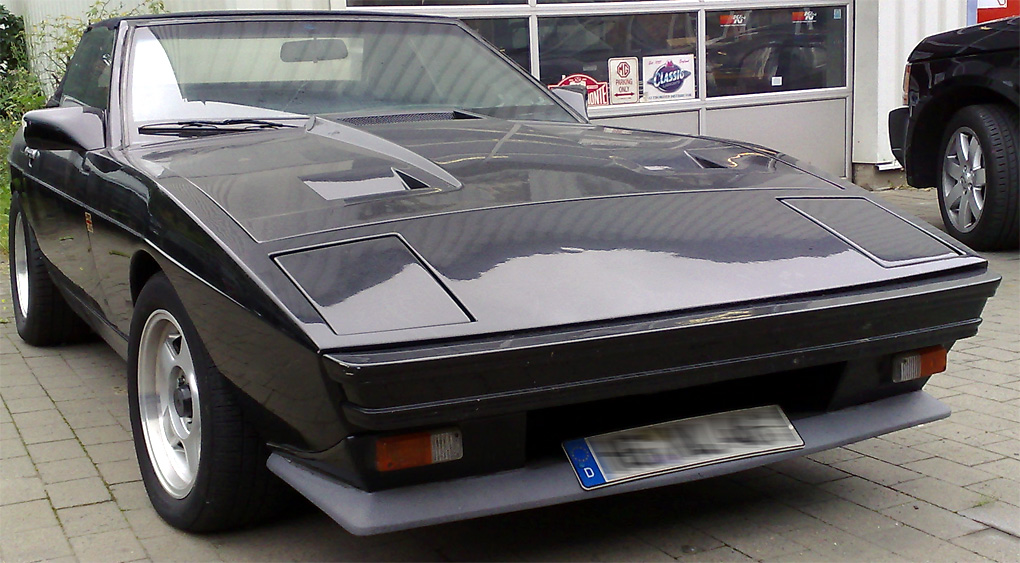
Keilförmig zulaufende Fahrzeugfront (TVR 280i von 1986)

Das Design der Kunststoffkarosserie geht auf Oliver Winterbottom zurück, der zu Beginn der 1970er-Jahre die keilförmigen Karosserien der Lotus-Modelle Elite und Éclat entworfen hatte. Beim Design der Wedge-Karosserien war Winterbottom einerseits bemüht, die Proportionen früherer TVR-Modelle zu übernehmen: eine lange Motorhaube, eine knapp geschnittene Fahrgastzelle und einen kurzen hinteren Überhang, der seit dem Grantura zu einem TVR-Markenzeichen geworden war. Anderseits setzen sich die Wedges durch ein betont glattflächiges Design und spitze Winkel von ihren Vorgängern ab. Die keilförmige TVR-Karosserie ist insoweit eine Weiterentwicklung von Winterbottoms Lotus-Entwürfen. Die Front der Wedges läuft spitz zu und mündet in kunststoffverkleideten Stoßstangen, die sich in den ersten Jahren farblich von dem Rest der Karosserie absetzen, seit etwa 1984 aber zumeist in Wagenfarbe lackiert waren. Erstmals bei TVR finden sich Klappscheinwerfer, die nötig waren, um die vorgeschriebene Mindesthöhe der Frontbeleuchtung sicherzustellen. Bei den geschlossenen Versionen fällt die Dachlinie unmittelbar hinter der B-Säule zum Heckabschluss ab. Die Heckscheibe ist aufklappbar; sie ermöglicht den Zugang zum Laderaum. Am Heck ist oberhalb der Rückleuchten eine über die ganze Wagenbreite reichende vertikale Glasscheibe eingebaut, die die Übersichtlichkeit nach hinten erleichtern soll. Hier griff Winterbottom ein Designmerkmal auf, das Marcello Gandini ein Jahrzehnt zuvor beim Lamborghini Espada eingeführt hatte. Das Element ist im Alltag nicht unproblematisch. Hinterherfahrende Autofahrer beschwerten sich, dass sich das Licht ihrer Scheinwerfer in der vertikalen Scheibe des TVR spiegeln und sie blenden würde.
Viele Anbauteile der Wedges übernahm TVR von Großserienherstellern. Die Türgriffe etwa kommen von Ford, die Rückleuchten zunächst vom Rover SD1 bzw. aus dem Zubehörsortiment von Lucas. Bei allen ab 1985 produzierten Cabriolets finden schließlich die Rückleuchten des Renault Fuego Verwendung, die um 180 Grad gedreht eingebaut wurden. Sie sind selten, sodass die Ersatzbeschaffung heute ein größeres Problem ist. Die Gehäuse und der Motor der Klappscheinwerfer kommen vom Triumph TR7, ebenso der Schalthebel. Die Fahrzeugelektrik wurde bei British Leyland eingekauft, die Sitze stammen vom Triumph 2500 S.
Das keilförmige Design beeinflusste einige andere Autohersteller. Ginetta etwa orientierte sich bei der Gestaltung des G26 an der Frontpartie der Wedges.

### Karosserieversionen
Anders als bei der M-Serie, waren von Beginn an geschlossene und offene Versionen der Wedges vorgesehen. Die geschlossene Version gab es bis 1990 als reinen Zweisitzer (Fixed Head Coupé) und darüber hinaus von 1980 bis 1984 auch als 2+2-Sitzer (Tasmin+2). Das zweisitzige Fixed Head Coupé entstand in zwei Serien. Die offenen Versionen folgten hingegen einheitlich dem Muster der zweiten Serie.

#### Fixed Head Coupé

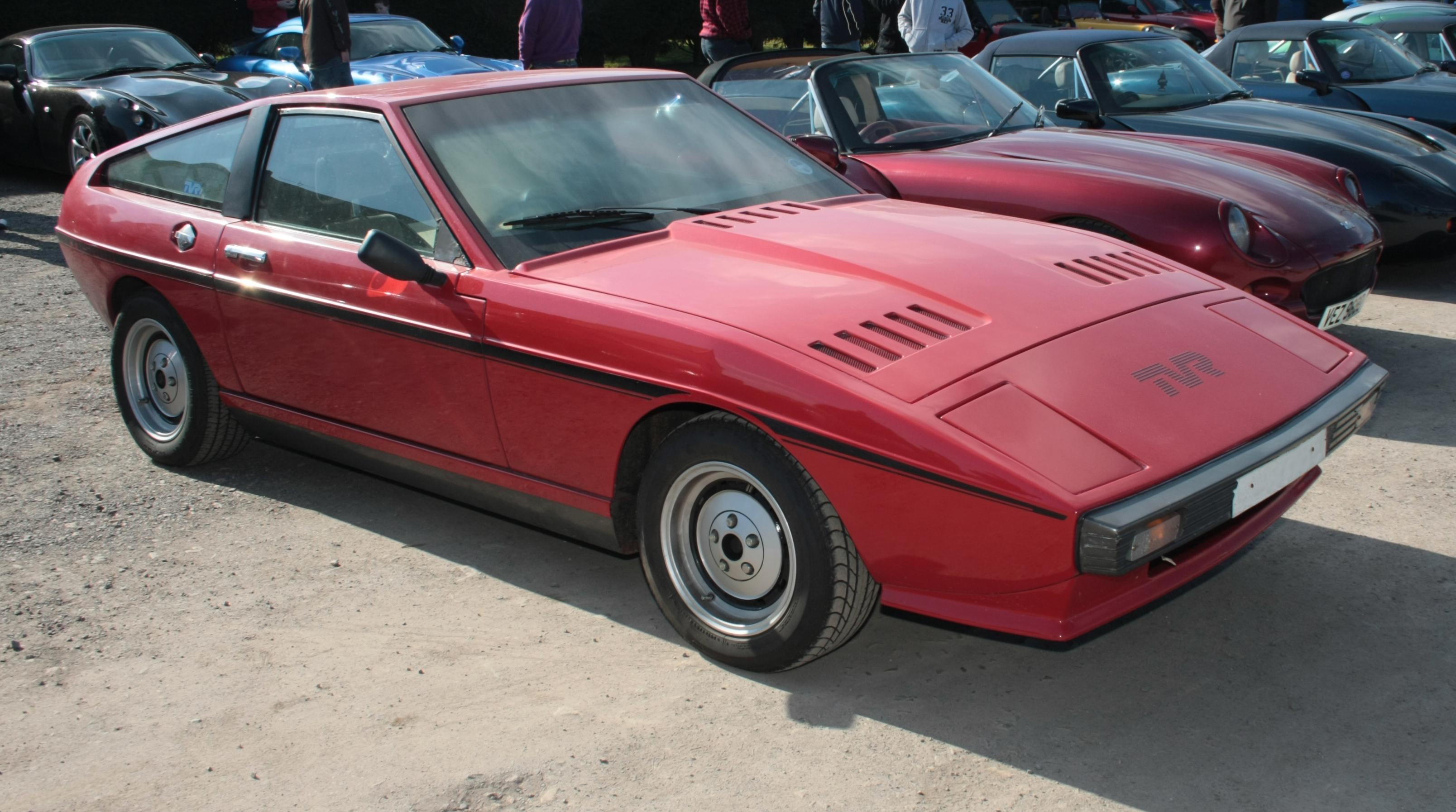
TVR Tasmin 280i Fixed Head Coupé (Serie 1 mit Kurzheck)

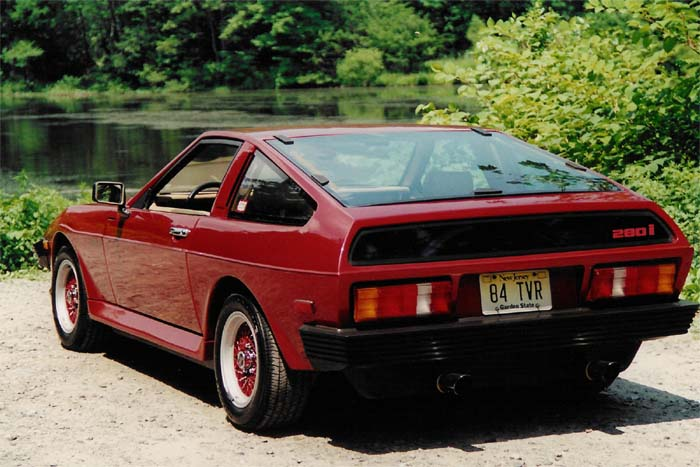
TVR 280i Fixed Head Coupé der 2. Serie (1984, USA-Version)

In der ersten, Ende 1979 vorgestellten Version war der TVR Wedge ein geschlossener Zweisitzer. Diese als Fixed Head Coupé bezeichnete Variante hat einen sehr langen Vorderwagen und ein kurzes Heck. Sie wurde nur bis 1981 als Tasmin mit 2,8-Liter-Sechszylindermotor produziert. Kurze Versionen des Tasmin 200 sind nicht dokumentiert.
Im März 1981 erschien die zweite Serie des Fixed Head Coupé. Bei ihm übertrug TVR die Karosserieänderungen, die 1980 bei der 2+2-sitzigen Version eingeführt worden waren, auf den Zweisitzer. Sie betrafen in erster Linie die Proportionen des Aufbaus. Alle weiteren Mitglieder der Wedge-Familie einschließlich der Convertibles folgten ebenfalls diesem Layout.
Das Fixed Head Coupé wurde als Tasmin 200 (bzw. TVR 200), Tasmin 280i (bzw. TVR 280i) und als 350i angeboten.

#### 2+2-sitziges Coupé
Die im Oktober 1980 vorgestellte 2+2-sitzige Version, die als Tasmin+2 vermarktet wurde, erhielt eine neue Karosserie. Bei unverändertem Chassis sind die Proportionen des Aufbaus verändert: Die Motorhaube ist kürzer, der hintere Überhang ist länger, und die C-Säule verläuft in einem flacheren Winkel, sodass die Karosserie insgesamt „ausgewogener“ wirkt. Außerdem ersetzte TVR die beiden kleinen Tanks durch einen großen. Kritiker bemängelten, dass die hinteren Sitze ungeachtet der erheblichen Änderungen des Aufbaus allenfalls für Kleinkinder taugten; nutzbar waren sie nur dann, wenn der Fahrer- und der Beifahrersitz so weit wie möglich nach vorn geschoben waren.
Die 2+2-sitzige Version des Wedge war kein Erfolg. Die Produktion beschränkte sich weitgehend auf die Jahre 1980 und 1981, in denen insgesamt 41 Tasmin+2 gebaut wurden. Von 1982 bis 1984 kamen noch sechs weitere Fahrzeuge hinzu. 1984 entstanden außerdem sechs 2+2-Versionen des 350i. Allerdings übernahm TVR 1981 die Karosserie des 2+2-Sitzers für die zweite Serie des zweisitzigen Fixed Head Coupé. Auch der 1984 eingeführte 350i folgt diesem Karosseriekonzept.

#### Convertible

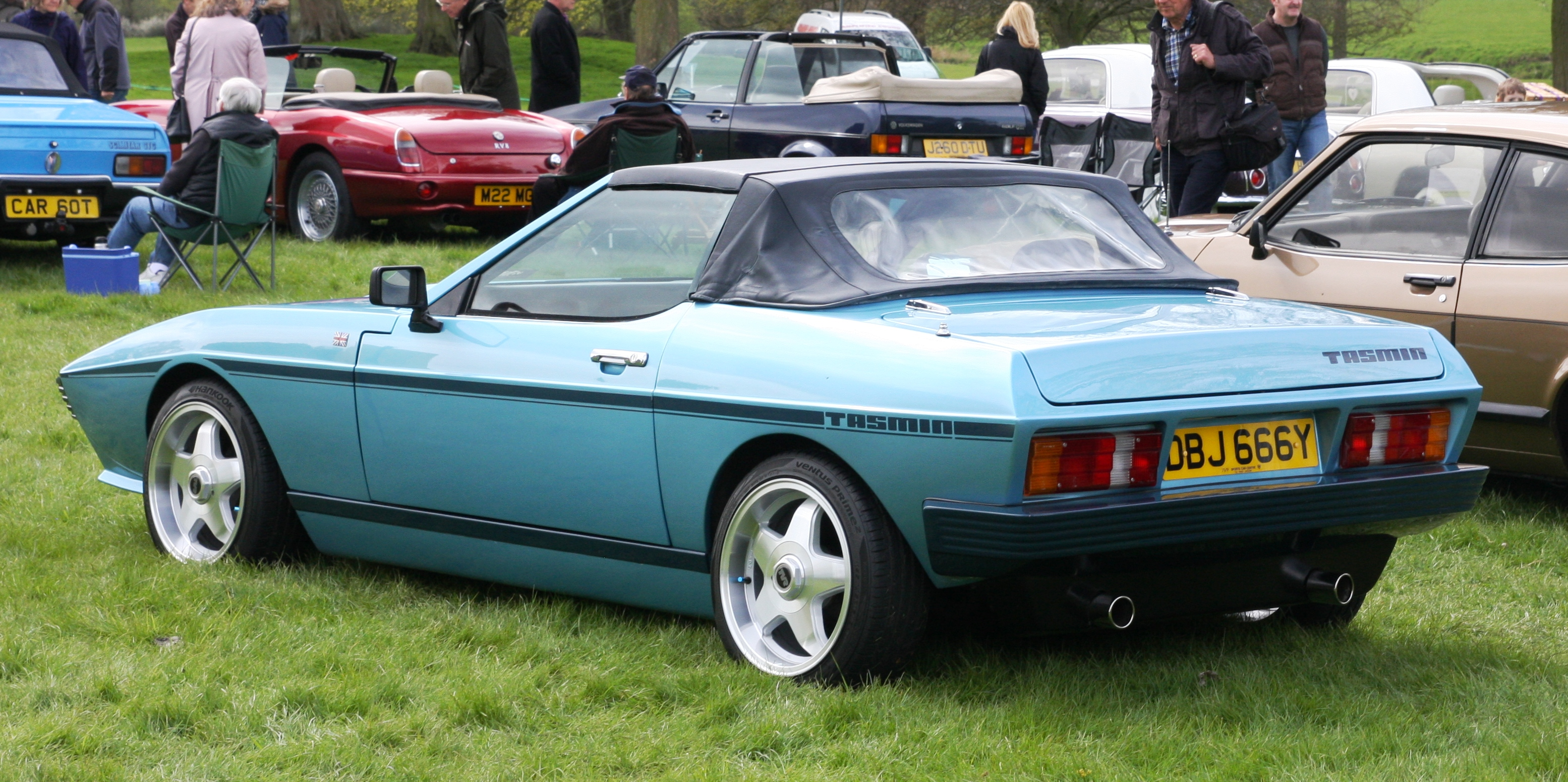
TVR Tasmin 280 Convertible (1983)

Das im Oktober 1980 vorgestellte Tasmin Convertible ersetzte den zur M-Serie gehörenden 3000S. Der Rahmen und die Technik des offenen Modells sind mit der Konstruktion der geschlossenen Modelle identisch. Stilistisch entspricht der Vorderwagen dem Fixed Head Coupé der zweiten Serie. Ab der Windschutzscheibe ist das Design des Cabriolets allerdings eigenständig. Im Bereich der Türen verläuft die Gürtellinie nicht wie bei den Coupés waagerecht; vielmehr haben die Türen eine gerundete Form. Die Heckpartie ist deutlich höher als bei den Coupés. Das Verdeck ist zweiteilig konstruiert. Der rückwärtige Teil ist einschließlich des Überrollbügels zurückklappbar. Über den Sitzen ist zudem eine feste Kunststoffabdeckung angebracht, die am Rahmen der Windschutzscheibe und am Überrollbügel befestigt wird. Nach Entfernung des Kunststoffteils kann der hintere Teil des Verdecks heruntergeklappt werden – in diesem Fall ist das Auto ein Cabriolet im herkömmlichen Sinne – oder hochgeklappt bleiben, sodass der Wagen wie ein Targa-Coupé zu nutzen ist. Das Convertible ist die am weitesten verbreitete Karosserieversion der Wedge-Reihe. Die Cabrioletversionen wurden als Tasmin 200 und 280i, ferner als 350i, 350SE, 390SE, 400SE, 420SE, 450SE sowie als 420SEAC und 450SEAC angeboten.

## Die Serienmodelle derWedges
Die Modellfamilie der Wedges ist breit gefächert. Der Tasmin bzw. der 280i mit Sechszylindermotoren von Ford (1979–1988) war das Basismodell. Darüber war der stärkere und teurere 350i angesiedelt, der einen Achtzylindermotor von Rover hat. Tasmin/280i und 350i waren die Volumenmodelle der Baureihe. Von ihnen entstanden zusammen mehr als 2000 Fahrzeuge. Die Modelle 390SE, 400SE, 420SE und 450SE sowie 420SEAC und 450SEAC waren demgegenüber Sondermodelle mit teilweise hoch gezüchteten Motoren und teuren Karosseriematerialien, die jeweils nur in geringen Stückzahlen gebaut wurden.

### TVR Tasmin 280i und TVR 280i

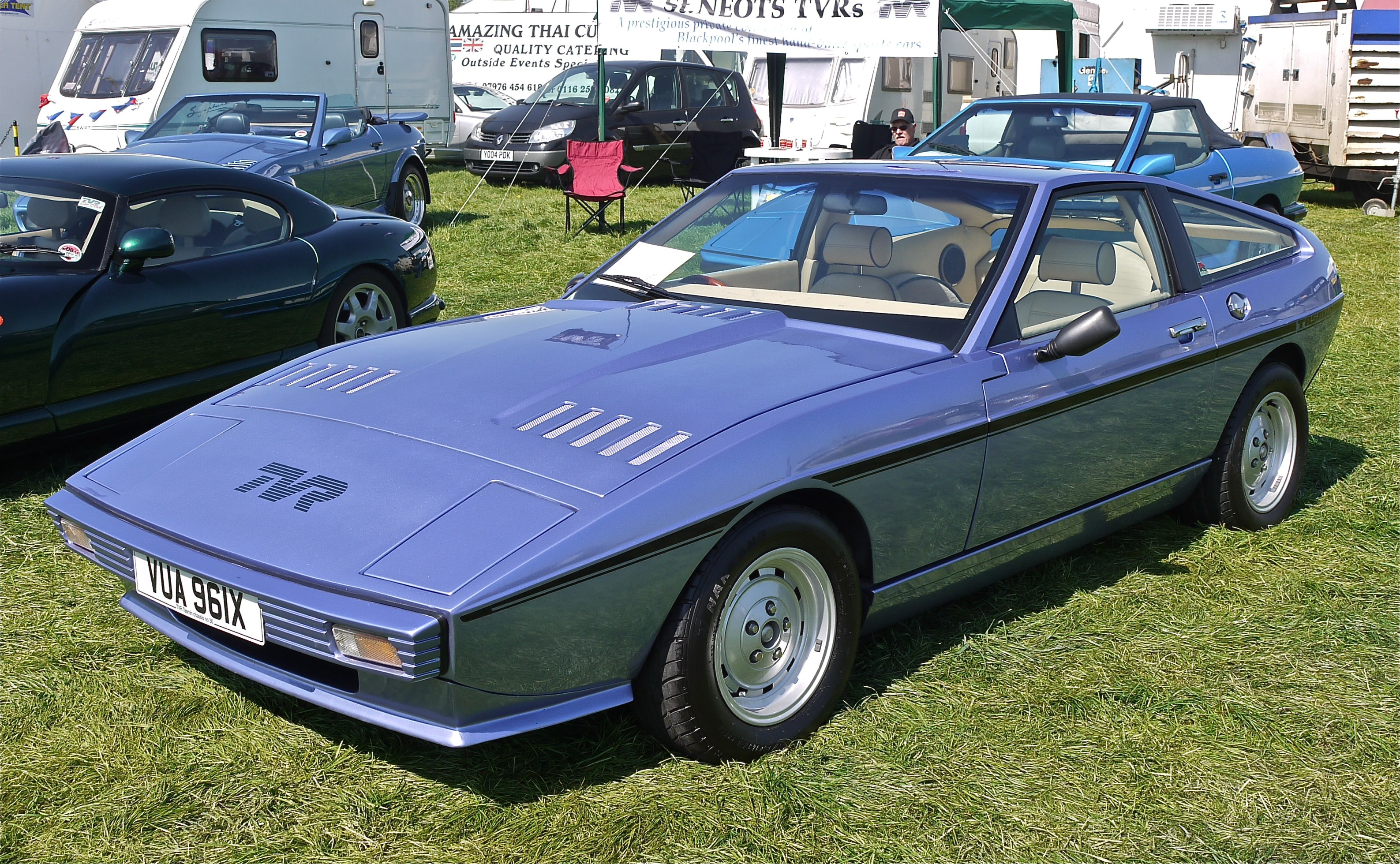
TVR Tasmin Fixed Head Coupé Series 1

Das Einstiegsmodell der Wedge-Reihe war zunächst der Tasmin 280i. Unter dieser Bezeichnung wurde das Auto von 1979 bis 1984 produziert, danach hieß es TVR 280i. Diese Variante war bis 1988 im Programm. Der TVR Tasmin 280i und der TVR 280i haben gleichermaßen einen 2,8 Liter großen Sechszylinder-V-Motor von Ford (Köln) mit 118 kW (160 PS) bzw. 110 kW (150 PS). Der Tasmin war als zweisitziges Fixed Head Coupé mit kurzem (1979 bis 1981) und langem Heck, als 2+2-sitziger Tasmin+2 (1981 bis 1984) sowie als Convertible (1980 bis 1988) erhältlich; das Modell 280i gab es ab 1984 als geschlossenen Zweisitzer und als Cabriolet.
Während der 280i für die Exportmärkte noch bis 1988 produziert wurde, entfiel die rechtsgelenkte Version, die sich in Großbritannien deutlich schlechter verkaufte als der 350i, bereits im Sommer 1986. Von 1979 bis 1988 entstanden insgesamt 1167 Fahrzeuge der Typen Tasmin 280i und TVR 280i. 862 davon waren Convertibles, 41 waren 2+2-Sitzer. Vom zweisitzigen Fixed Head Coupé baute TVR insgesamt 258 Autos, wovon 118 auf die erste Serie mit kurzem Heck entfielen. Die Rolle des Einsteigermodells übernahm ab 1986 die neu entwickelte S-Serie.

### TVR Tasmin 200 und TVR 200
Der im Dezember 1982 eingeführte Tasmin 200 war der Versuch, ein preiswertes Modell unterhalb des Tasmin 280i zu etablieren. Anstelle des 2,8 Liter großen Sechszylindermotors wird der Tasmin 200 von einem 75 kW (102 PS) leistenden Ford-Vierzylindermotor, dem sogenannten  Pinto-Motor mit obenliegender Nockenwelle und 1993 cm³ Hubraum angetrieben. Als Höchstgeschwindigkeit gab das Werk 185 km/h an, für die Beschleunigung von 0 auf 96 km/h brauchte das Auto 9,6 Sekunden. Der Tasmin 200 blieb bis 1984 im Programm; im letzten Jahr hieß er TVR 200. In dieser Zeit entstanden 16 Coupés und 45 Cabriolets. Die meisten von ihnen wurden nach Ostasien geliefert.

### TVR 350i und 350SE

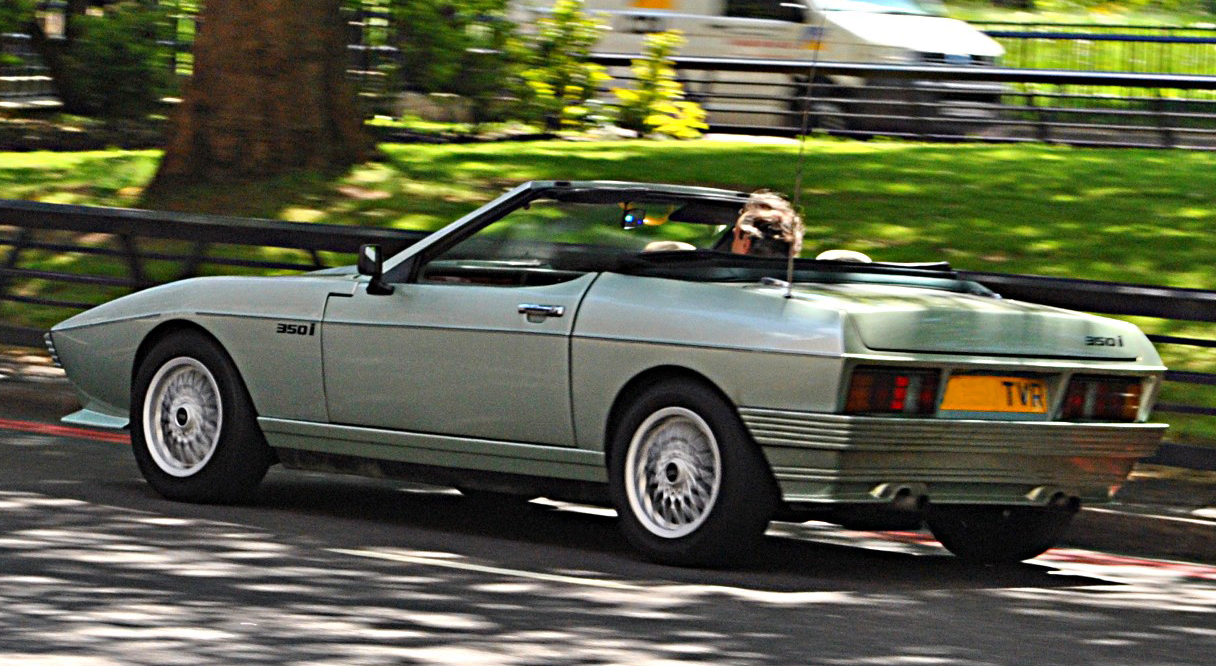
TVR 350i

Ab August 1983 bediente TVR auch die Kundschaft, die eine leistungsstärkere Alternative zum Tasmin 280i forderte. Das neue Spitzenmodell der Marke verband das in Details überarbeitete Chassis und die Karosserie des herkömmlichen Wegde mit Rovers Achtzylindermotor. Er war der erste TVR, dessen Entwicklung direkt von Peter Wheeler initiiert wurde. Die ersten Exemplare wurden noch als TVR Tasmin 350i verkauft, ab 1984 lautete die Verkaufsbezeichnung TVR 350i. Der Motor war mit einer elektronischen Benzineinspritzung ausgestattet. Mit einer Leistung von 147 kW (200 PS) erreichten die Autos in der Roadsterversion eine Höchstgeschwindigkeit von 219 km/h und beschleunigten von 0 auf 97 km/h (60 mph) in 6,6 Sekunden. Der 350i war regulär als zweisitziges Fixed Head Coupé und als Cabriolet erhältlich, wobei das geschlossene Auto die Tasmin-Karosserie der zweiten Serie übernahm. Außerdem entstanden 1983 und 1984 auf Kundenwunsch insgesamt sechs als 2+2-Sitzer konfigurierte Coupés (TVR 350 +2). Die offene Version war mit 869 Exemplaren weitaus erfolgreicher als das Coupé, von dem insgesamt nur 52 Fahrzeuge entstanden.

1989 und 1990 fertigte TVR 1989 und 1990 noch insgesamt 25 Sondermodelle mit der Bezeichnung 350SE (für Special Edition), mit denen die Produktion des Modells endete.

### Die SE-Reihe: DieBig Bad Wedges
Neben dem Tasmin/280i und dem 350i, die bis 1988 bzw. bis 1990 im Programm waren, bot TVR ab 1984 eine dritte Reihe besonders leistungsstarker Versionen der Wedge-Familie an. Sie tragen in der Modellbezeichnung den Zusatz SE (für Special Equipment) und waren nur als Roadster erhältlich. Die SE-Modelle basieren auf dem 350i und nutzen wie dieser Rovers Achtzylindermotor; allerdings hat TVR für diese Reihe in unterschiedlichem Maße Hubraumerweiterungen vorgenommen. Die Entwicklungsarbeit übernahm zunächst der Rover-Tuner Andy Rouse, der in den 1970er-Jahren für Broadspeed gearbeitet hatte und an der Entwicklung des TVR 3000M Turbo beteiligt gewesen war. Dort entstanden auch die ersten 30 Motoren des 390SE. 1985 übergab TVR den Entwicklungs- und Fertigungsauftrag für die Motoren der SE-Reihe allerdings an den Betrieb NCK (North Coventry Kawasaki) in Coventry, aus dem später das Tochterunternehmen TVR Power hervorging. Zunächst erschien die Paarung 390SE/420SE, die 1988 durch die Modelle 400SE/450SE abgelöst wurde.

#### 390SE und 420 SE

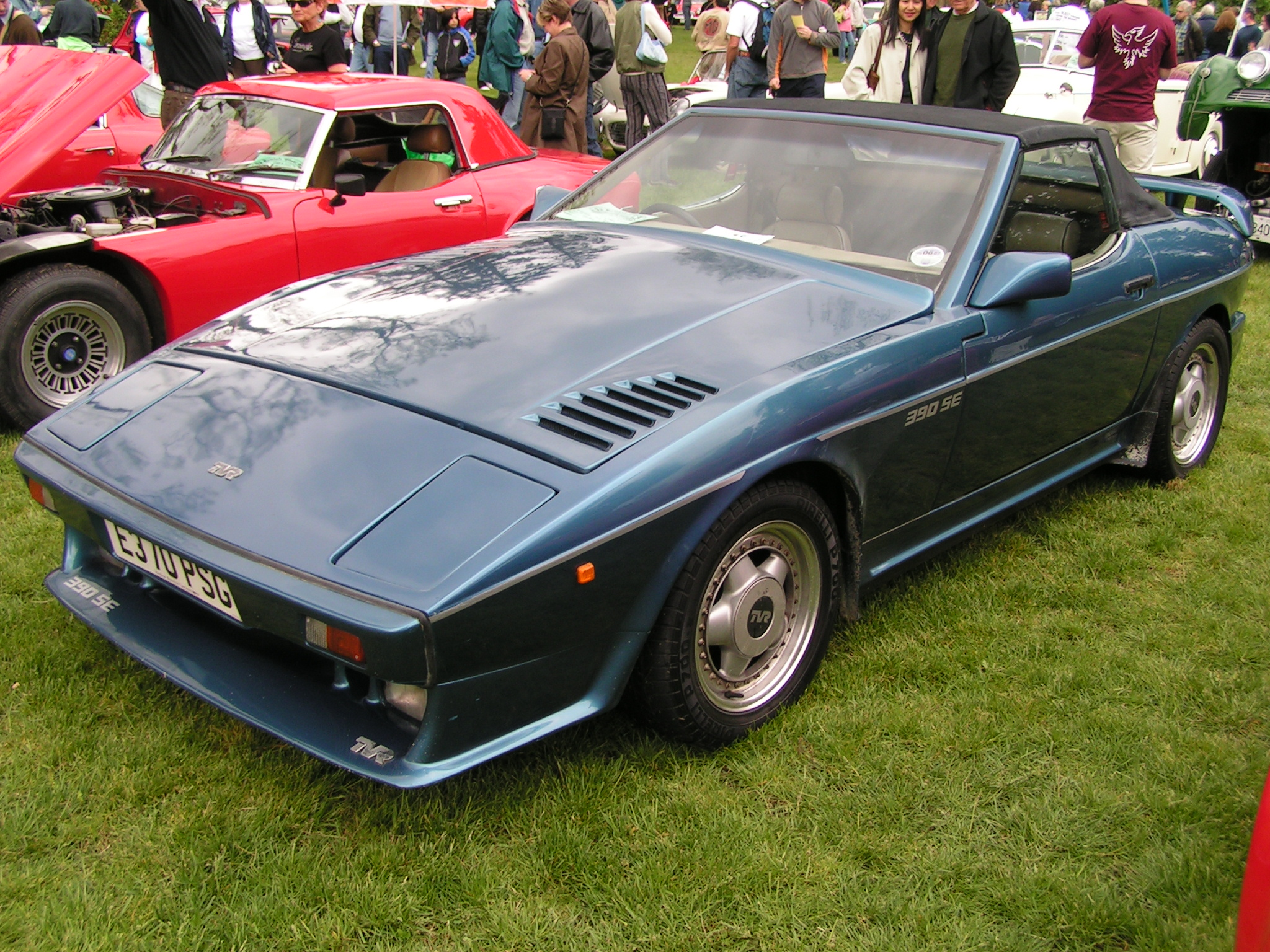
TVR 390 SE

Der erste Big Bad Wedge war der von 1984 bis 1988 angebotene 390SE. Mit einem auf 3905 cm³ vergrößerten Hubraum leistete der Motor 202 kW (275 PS). Die Höchstgeschwindigkeit des 390SE betrug 232 km/h; das Auto beschleunigte von 0 auf 100 km/h in 5,7 Sekunden. Damit übertraf er die Beschleunigungswerte eines Ferrari 308. TVR vermarktete den stärkeren Motor als Option zum 350i. Der Aufpreis zum regulären 350i betrug 4260 £, sodass der 390i insgesamt 19700 £ kostete.
Ab 1986 war parallel zum 390SE eine nochmals stärkere Version mit einem auf 4228 cm³ vergrößerten Motor unter der Bezeichnung TVR 420SE erhältlich. Der Motor entspricht dem des 420SEAC, allerdings hat der 420SE die Standardkarosserie des 390SE und verzichtet insbesondere auf Karosserieteile aus besonders leichtem Kunststoff.
Von dem 390SE und vom 420SE entstanden bis 1988 zusammen 103 Fahrzeuge. Zwischen drei und sechs davon waren 420SE.

#### 400SE und 450 SE

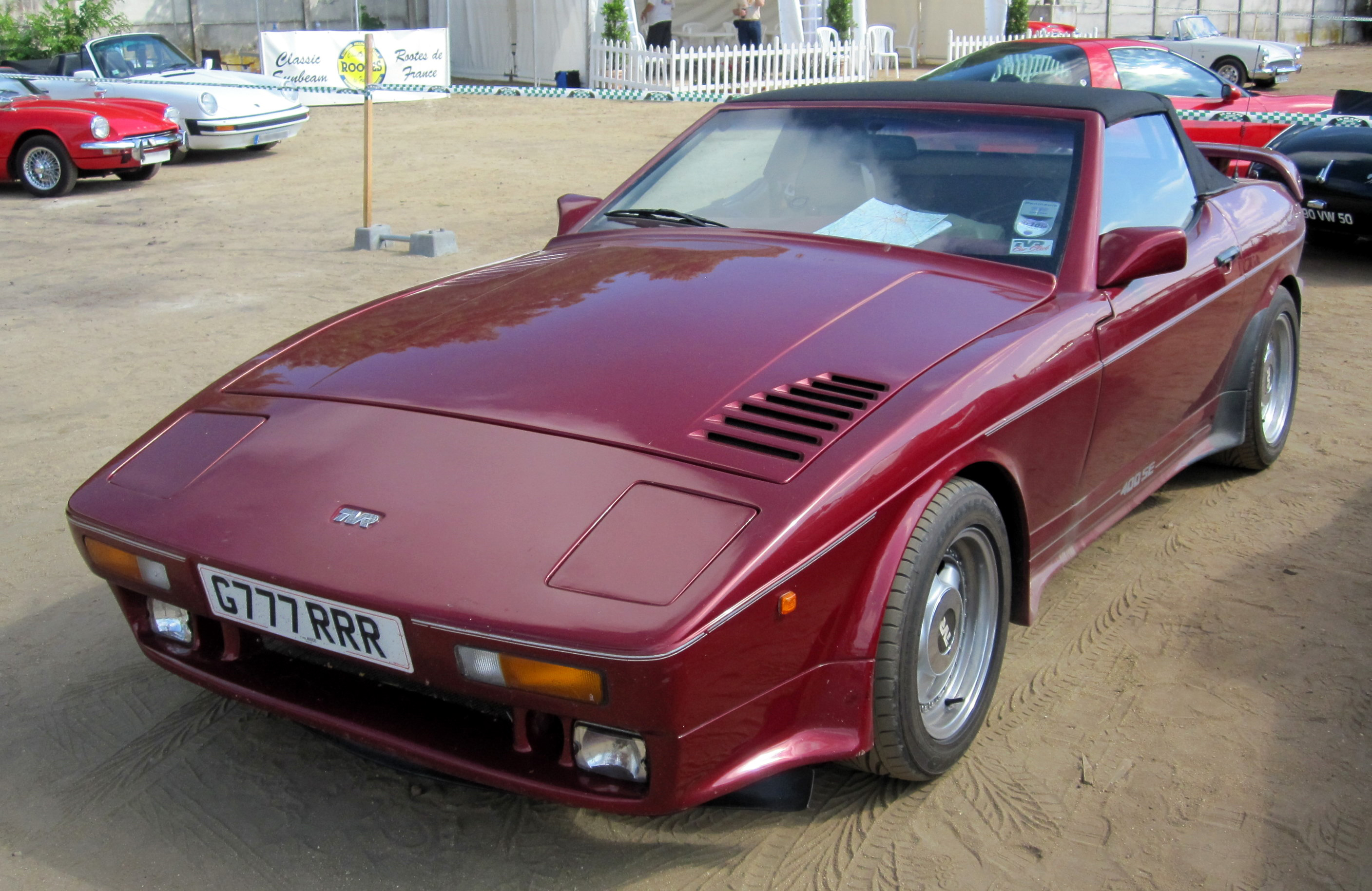
TVR 400 SE

1988 löste der TVR 400SE den 390SE ab. Er ähnelte dem Vorgänger technisch und äußerlich. Allerdings war die Frontpartie nun „etwas geglättet“: Die vorderen Stoßstangen gingen bündig in die vorderen Kotflügel über. Durch eine geringfügige Anhebung der Bohrung wuchs der Hubraum auf 3948 cm³. Die Motorleistung änderte sich dadurch nicht; TVR gab weiterhin 202 kW (275 PS) an. Der 400SE war die einzige Version der Wegde-Serie, die bis 1991 verkauft wurde; alle anderen Varianten waren bereits im Vorjahr eingestellt worden. Bis 1991 entstanden 242 Exemplare des 400SE.
1989 und 1990 bot TVR neben dem 400SE eine nochmals stärkere Version mit der Bezeichnung 450SE an, der in der Modellpalette die Position des zuvor eingestellten 420SE übernahm. Der Motor des 450SE entspricht dem des 450SEAC; wie dieser hat er einen Hubraum von 4441 cm³. Im Vergleich zum 450SAEC sind allerdings die Einspritzanlage und die Nockenwellen verändert, sodass die Leistung etwas geringer ist als beim 450SAEC. Beim 450SE beträgt sie 235 kW (320 PS). Die Karosserie des 450SE entspricht der des etwas schwächeren 400SE; wie schon der 420SE, übernahm auch der 450SE die besonders leichte Kunststoffkarosserie des SAEC-Modells nicht. 1989 und 1990 stellte TVR je nach Quelle 35 oder 37 Exemplare des 450SE her.

#### TVR 420SEAC und 450SEAC

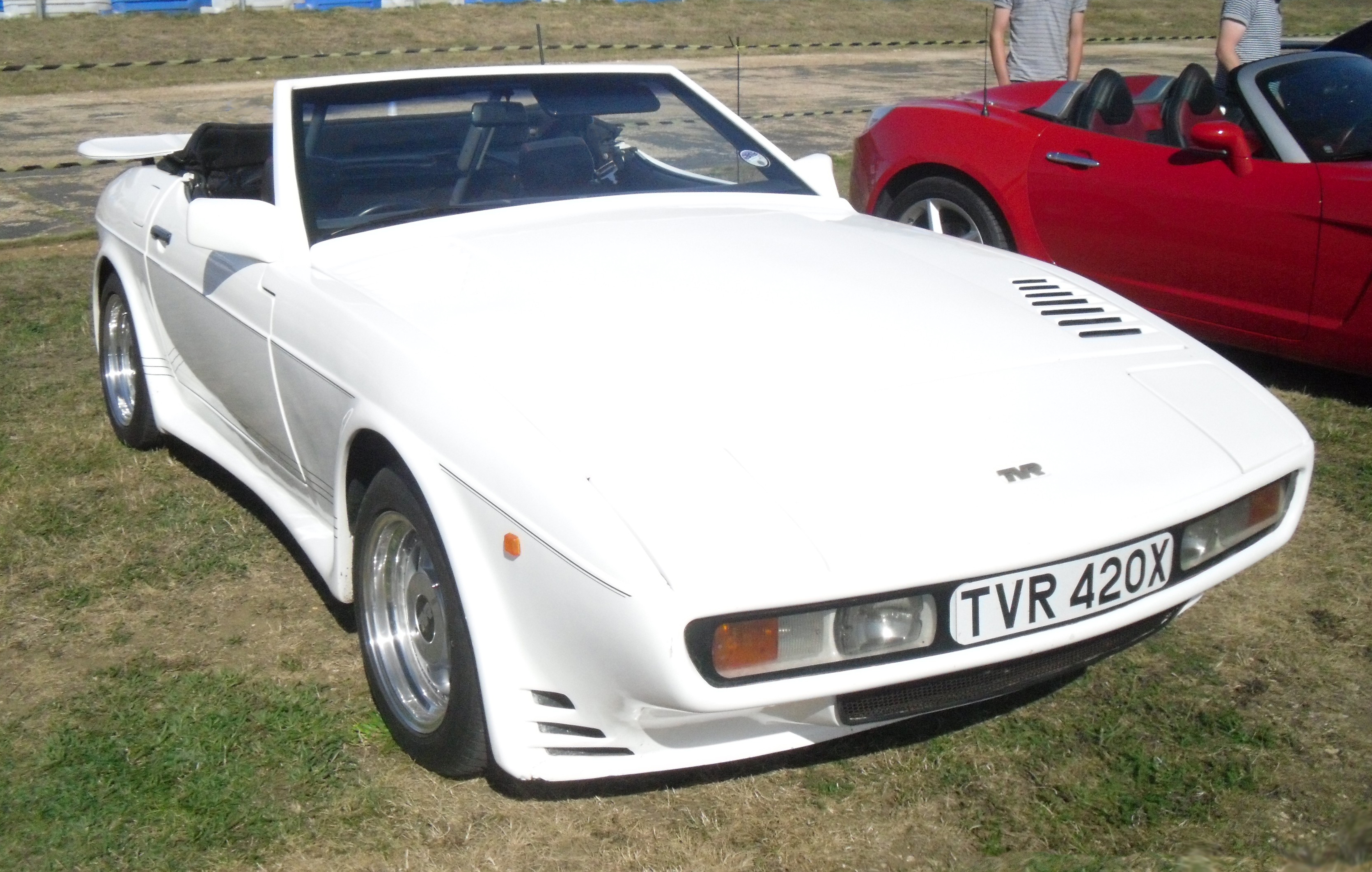
TVR 420 SEAC

Die SEAC-Modelle sind die leistungsstärksten Mitglieder der Wedge-Familie. Sie haben die stärksten Motoren der Baureihe und besonders leichte Kunststoffkarosserien.
Die erste Variante war der von 1986 bis 1988 hergestellte 420SEAC. Sein Motor entspricht dem des 420SE. In der straßentauglichen Version beträgt die Motorleistung 221 kW (300 PS); in einer motorsporttauglichen Ausführung konnte auf bis zu 272 kW (370 PS) gesteigert werden. Die Karosserie des 420SEAC ist eigenständig. Sie besteht aus aramid- und glasfaserverstärktem Kunststoff, durch die das Auto 136 kg leichter war als der 420SE. Stilistisch folgt der Aufbau weitestgehend dem Wedge-Konzept, allerdings ist die Frontpartie glatter gestaltet. Auf dem Kofferraum ist ein großer Heckflügel installiert. Bei Testfahrten beschleunigte der 420SEAC in der Straßenversion von 0 auf 97 km/h (60 mph) in 4,7 Sekunden, blieb aber mit einer Höchstgeschwindigkeit von 241 km/h (150 mph) mehr als 15 km/h unter den Werksangaben. Bis 1988 entstanden je nach Quelle 35 oder 37 Exemplare des 420SEAC.
Nachfolger des 420SEAC war 450SEAC, der im Karosseriebereich weitgehend mit seinem Vorgänger übereinstimmte. Er wird von einer nochmals vergrößerten Variante des Rover-Achtzylindermotors mit 4441 cm³ und einer Leistung von mindestens 238 kW (324 PS) angetrieben. Die Höchstgeschwindigkeit gab das Werk mit 280 km/h an. TVR fertigte 17 Fahrzeuge dieses Typs.

### Produktionsumfang der Serienmodelle
| Modell           | Bauzeitraum | Stückzahl |
| ---------------- | ----------- | --------- |
| Tasmin 200 200   | 1982–1984   | 61        |
| Tasmin 280i 280i | 1979–1988   | 1167      |
| Tasmin 350i 350i | 1983–1990   | 927       |
| 350SE            | 1989–1990   | 25        |
| 390SE            | 1984–1988   | ca. 100   |
| 420SE            | 1986–1988   | 3–6       |
| 400SE            | 1988–1991   | 242       |
| 450SE            | 1989–1990   | 35–37     |
| 420SEAC          | 1986–1988   | 37        |
| 450SEAC          | 1988–1989   | 17–18     |

## Prototypen und Einzelstücke

### Tasmin Turbo
Noch unter der Leitung von Martin Lilley entwickelte TVR 1981 als möglichen Nachfolger des 3000M Turbo eine Variante des Tasmin mit aufgeladenem 2,8-Liter-Motor, die 228 bhp leistete. TVR baute zwei Prototypen des Tasmin Turbo, einen davon als Cabriolet, den anderen als Fixed Head Coupé. Eine Serienfertigung kam nicht zustande. Stattdessen entschied sich TVR für die Entwicklung eines Modells mit dem Achtzylindermotor von Rover. Daraus wurde der TVR 350i.

### TVR 420 Sports Saloon
Der 420 Sports Saloon ist ein Prototyp für ein 2+2-sitziges Stufenheckcoupé mit Wedge-Technik. Er entstand 1986 und blieb ein Einzelstück. Das Auto wurde später zerlegt, und einzelne Karosseriekomponenten fanden Verwendung beim Prototyp White Elephant. Das Konzept eines 2+2-sitzigen Sportwagens griff TVR mit dem ab 1996 in Serie gefertigten Cerbera wieder auf.

### White Elephant
Der White Elephant war ein Prototyp, der 1988 für den TVR-Inhaber Peter Wheeler hergestellt wurde. Er war ein zweisitziges Fließheckcoupé mit der regulären Fahrgastzelle der geschlossenen Wedge-Modelle. Die Frontpartie war neu gestaltet. Die Fahrzeugnase fiel stark ab; über den Vorderrädern ergab sich ein deutlicher Knick in der Gürtellinie. Die Scheinwerfer befanden sich hinter einer Plexiglasabdeckung. Auch das Design der Rücklichter war überarbeitet worden. Der White Elephant nutzte einige Karosserieteile des 420 Sports Saloon. Außergewöhnlich war der Antrieb: Der White Elephant hatte einen 5,0 Liter großen Achtzylinder-V-Motor von der australischen GM-Tochter Holden, der etwa 405 bhp leistete. Die Höchstgeschwindigkeit wird auf 270 km/h geschätzt. In den späten 1980er-Jahren gab es Überlegungen, bei den Serienmodellen den Rover-Achtzylindermotor durch einen etwas größeren Block von Holden zu ersetzen. Der White Elephant diente insoweit als Versuchsfahrzeug. Die Vereinbarung mit Holden kam letztlich nicht zustande. Der White Elephant blieb ein Einzelstück. Er existiert noch in fahrbereitem Zustand und wird in Großbritannien wiederholt auf Ausstellungen gezeigt.

### TVR 430SE
Der TVR 430SE hatte einen auf 4280 cm³ vergrößerten Experimentalmotor, der in keinem anderen Wegde-Modell angeboten wurde. Der Motor basierte auf dem Block des 420SE, hatte aber bei unverändertem Hub eine leicht erhöhte Bohrung (94 mm × 77,1 mm statt 93,5 mm × 77,1 mm). Seine Leistung lag bei 209 kW (284 PS). TVR hatte den 4,3-Liter-Motor bereits mit Blick auf die kommende Griffith-Reihe konzipiert und wollte mit dem 430SE seine Markttauglichkeit testen. 1991, im letzten Jahr der Wedge-Reihe, entstanden drei Exemplare des 430SE, deren Karosserien mit denen des 420SE übereinstimmte. Alle drei Fahrzeuge wurden verkauft. Der 4,3-Liter-Motor erschien später serienmäßig im Griffith.

## Technische Daten
|                            | Tasmin 200                                              | Tasmin 280i 280i                                        | 350i                                                    | 350SE                                                   | 390SEi                                                  | 400SE                                                   | 420SE                                                   | 420SEAC                                                 | 450SE                                                   | 450SEAC                                                 |
| -------------------------- | ------------------------------------------------------- | ------------------------------------------------------- | ------------------------------------------------------- | ------------------------------------------------------- | ------------------------------------------------------- | ------------------------------------------------------- | ------------------------------------------------------- | ------------------------------------------------------- | ------------------------------------------------------- | ------------------------------------------------------- |
| Motor                      | 4-Reihe (Ford)                                          | V6 (Ford)                                               | V8 (Rover)                                              | V8 (Rover)                                              | V8 (Rover)                                              | V8 (Rover)                                              | V8 (Rover)                                              | V8 (Rover)                                              | V8 (Rover)                                              | V8 (Rover)                                              |
| Hubraum                    | 1993 cm³                                                | 2792 cm³                                                | 3532 cm³                                                | 3905 cm³                                                | 3905 cm³                                                | 3948 cm³                                                | 4228 cm³                                                | 4228 cm³                                                | 4441 cm³                                                | 4441 cm³                                                |
| Leistung                   | 75 kW (102 PS)                                          | S1: 118 kW (160 PS) S2: 110 kW (150 PS)                 | 142 kW (193 PS)                                         | 202 kW (275 PS)                                         | 202 kW (275 PS)                                         | 202 kW (275 PS)                                         | 221 kW (300 PS)                                         | 221 kW (300 PS)                                         | 235 kW (320 PS)                                         | 235 kW (320 PS)                                         |
| Drehmoment                 | 152 Nm                                                  | 220 Nm                                                  | 289 Nm                                                  | 366 Nm                                                  | 366 Nm                                                  | 366 Nm                                                  | 393 Nm                                                  | 393 Nm                                                  | 430 Nm                                                  | 430 Nm                                                  |
| Getriebe                   | 4/5-Gang manuell                                        | 4/5-Gang manuell 3-Stufen-Automatik                     | 5-Gang manuell 3-Stufen-Automatik                       | 5-Gang manuell                                          | 5-Gang manuell                                          | 5-Gang manuell                                          | 5-Gang manuell                                          | 5-Gang manuell                                          | 5-Gang manuell                                          | 5-Gang manuell                                          |
| Radaufhängung              | vorne: doppelte Querlenker hinten: gezogene Längslenker | vorne: doppelte Querlenker hinten: gezogene Längslenker | vorne: doppelte Querlenker hinten: gezogene Längslenker | vorne: doppelte Querlenker hinten: gezogene Längslenker | vorne: doppelte Querlenker hinten: gezogene Längslenker | vorne: doppelte Querlenker hinten: gezogene Längslenker | vorne: doppelte Querlenker hinten: gezogene Längslenker | vorne: doppelte Querlenker hinten: gezogene Längslenker | vorne: doppelte Querlenker hinten: gezogene Längslenker | vorne: doppelte Querlenker hinten: gezogene Längslenker |
| Bremsen                    | 4 Scheibenbremsen                                       | 4 Scheibenbremsen                                       | 4 Scheibenbremsen                                       | 4 Scheibenbremsen                                       | 4 Scheibenbremsen                                       | 4 Scheibenbremsen                                       | 4 Scheibenbremsen                                       | 4 Scheibenbremsen                                       | 4 Scheibenbremsen                                       | 4 Scheibenbremsen                                       |
| Chassis                    | Gitterrahmen aus Stahlrohren                            | Gitterrahmen aus Stahlrohren                            | Gitterrahmen aus Stahlrohren                            | Gitterrahmen aus Stahlrohren                            | Gitterrahmen aus Stahlrohren                            | Gitterrahmen aus Stahlrohren                            | Gitterrahmen aus Stahlrohren                            | Gitterrahmen aus Stahlrohren                            | Gitterrahmen aus Stahlrohren                            | Gitterrahmen aus Stahlrohren                            |
| Höchstgeschwindigkeit      | 176 km/h                                                | S1: 208 km/h S2: 194 km/h                               | 209 km/h                                                | 232 km/h                                                | 232 km/h                                                | 233 km/h                                                | -                                                       | 266 km/h                                                | -                                                       | 282 km/h                                                |
| Beschleunigung, 0–100 km/h | 9,0 s                                                   | Handschalter: 8,0 s Automatik: 8,2 s                    | -                                                       | -                                                       | -                                                       | -                                                       | -                                                       | -                                                       | -                                                       | -                                                       |
| Gewicht                    | 971 kg                                                  | 1074 kg                                                 | -                                                       | -                                                       | -                                                       | -                                                       | -                                                       | -                                                       | -                                                       | -                                                       |